# Fútbol en los Juegos del Pacífico Sur de 1995
El fútbol fue uno de los deportes en los que los países participantes en los Juegos del Pacífico Sur 1995 se disputaron medallas.
La selección tahitiana hizo valer su localía y se quedó con la medalla de oro, mientras que las Islas Salomón obtuvo la plateada y Fiyi la de bronce.

## Equipos participantes
| Equipos participantes | Equipos participantes | Equipos participantes | Equipos participantes | Equipos participantes | Equipos participantes |
| --------------------- | --------------------- | --------------------- | --------------------- | --------------------- | --------------------- |
| Fiyi                  | Guam                  | Islas Cook            | Islas Salomón         | Nueva Caledonia       |                       |
| P. N. Guinea          | Tahití                | Vanuatu               | Wallis y Futuna       |                       |                       |

## Resultados

### Primera ronda

#### Grupo 1
| Equipo          | Pts | PJ | PG | PE | PP | GF | GC | Dif |
| --------------- | --- | -- | -- | -- | -- | -- | -- | --- |
| Tahití          | 12  | 4  | 4  | 0  | 0  | 30 | 2  | 28  |
| Islas Salomón   | 9   | 4  | 3  | 0  | 1  | 31 | 5  | 26  |
| Nueva Caledonia | 6   | 4  | 2  | 0  | 2  | 19 | 3  | 16  |
| Islas Cook      | 3   | 4  | 1  | 0  | 3  | 2  | 37 | -35 |
| Wallis y Futuna | 0   | 4  | 0  | 0  | 4  | 2  | 37 | -35 |

| Fecha        | Lugar              |                 |                               | Resultado |                              |                 |
| ------------ | ------------------ | --------------- | ----------------------------- | --------- | ---------------------------- | --------------- |
| 16 de agosto | Polinesia Francesa | Nueva Caledonia | Bandera de Nueva Caledonia    | 9:0       | Bandera de Islas Cook        | Islas Cook      |
| 16 de agosto | Polinesia Francesa | Islas Salomón   | Bandera de Islas Salomón      | 12:1      | Bandera de Wallis and Futuna | Wallis y Futuna |
| 17 de agosto | Polinesia Francesa | Tahití          | Bandera de Polinesia Francesa | 13:0      | Bandera de Wallis and Futuna | Wallis y Futuna |
| 18 de agosto | Polinesia Francesa | Islas Salomón   | Bandera de Islas Salomón      | 1:0       | Bandera de Nueva Caledonia   | Nueva Caledonia |
| 19 de agosto | Polinesia Francesa | Islas Cook      | Bandera de Islas Cook         | 2:1       | Bandera de Wallis and Futuna | Wallis y Futuna |
| 19 de agosto | Polinesia Francesa | Tahití          | Bandera de Polinesia Francesa | 4:2       | Bandera de Islas Salomón     | Islas Salomón   |
| 20 de agosto | Polinesia Francesa | Nueva Caledonia | Bandera de Nueva Caledonia    | 10:0      | Bandera de Wallis and Futuna | Wallis y Futuna |
| 21 de agosto | Polinesia Francesa | Islas Salomón   | Bandera de Islas Salomón      | 16:0      | Bandera de Islas Cook        | Islas Cook      |
| 21 de agosto | Polinesia Francesa | Tahití          | Bandera de Polinesia Francesa | 2:0       | Bandera de Nueva Caledonia   | Nueva Caledonia |
| 22 de agosto | Polinesia Francesa | Tahití          | Bandera de Polinesia Francesa | 11:0      | Bandera de Islas Cook        | Islas Cook      |

#### Grupo 2
| Equipo             | Pts | PJ | PG | PE | PP | GF | GC | Dif |
| ------------------ | --- | -- | -- | -- | -- | -- | -- | --- |
| Fiyi               | 7   | 3  | 2  | 1  | 0  | 13 | 3  | 10  |
| Vanuatu            | 6   | 3  | 2  | 0  | 1  | 10 | 3  | 7   |
| Papúa Nueva Guinea | 4   | 3  | 1  | 1  | 1  | 11 | 5  | 6   |
| Guam               | 0   | 3  | 0  | 0  | 3  | 0  | 23 | -23 |

| Fecha        | Lugar              |                    |                               | Resultado |                               |                    |
| ------------ | ------------------ | ------------------ | ----------------------------- | --------- | ----------------------------- | ------------------ |
| 16 de agosto | Polinesia Francesa | Fiyi               | Bandera de Fiyi               | 2:2       | Bandera de Papúa Nueva Guinea | Papúa Nueva Guinea |
| 16 de agosto | Polinesia Francesa | Vanuatu            | Bandera de Vanuatu            | 6:0       | Bandera de Guam               | Guam               |
| 16 de agosto | Polinesia Francesa | Fiyi               | Bandera de Fiyi               | 8:0       | Bandera de Guam               | Guam               |
| 20 de agosto | Polinesia Francesa | Vanuatu            | Bandera de Vanuatu            | 3:0       | Bandera de Papúa Nueva Guinea | Papúa Nueva Guinea |
| 20 de agosto | Polinesia Francesa | Fiyi               | Bandera de Fiyi               | 3:1       | Bandera de Vanuatu            | Vanuatu            |
| 20 de agosto | Polinesia Francesa | Papúa Nueva Guinea | Bandera de Papúa Nueva Guinea | 9:0       | Bandera de Guam               | Guam               |

### Segunda ronda

#### Semifinales
| Fecha        | Lugar              |               |                               | Resultado  |                    |         |
| ------------ | ------------------ | ------------- | ----------------------------- | ---------- | ------------------ | ------- |
| 22 de agosto | Polinesia Francesa | Islas Salomón | Bandera de Islas Salomón      | 3:3 (pen.) | Bandera de Fiyi    | Fiyi    |
| 22 de agosto | Polinesia Francesa | Tahití        | Bandera de Polinesia Francesa | 3:0        | Bandera de Vanuatu | Vanuatu |

#### Medalla de bronce
| Fecha        | Lugar              |      |                 | Resultado |                    |         |
| ------------ | ------------------ | ---- | --------------- | --------- | ------------------ | ------- |
| 26 de agosto | Polinesia Francesa | Fiyi | Bandera de Fiyi | 3:0       | Bandera de Vanuatu | Vanuatu |

#### Final
| Fecha        | Lugar              |        |                               | Resultado |                          |               |
| ------------ | ------------------ | ------ | ----------------------------- | --------- | ------------------------ | ------------- |
| 26 de agosto | Polinesia Francesa | Tahití | Bandera de Polinesia Francesa | 2:0       | Bandera de Islas Salomón | Islas Salomón |

| Bandera de Polinesia Francesa |
| Campeón Tahití                |
| Quinto título                 |

| Predecesor: Papúa Nueva Guinea 1991 | Fútbol en los Juegos del Pacífico Polinesia Francesa 1995 | Sucesor: Fiyi 2003 |

- Datos: Q565084